# I Can Only Imagine (David Guetta)
Pour les articles homonymes, voir I Can Only Imagine.
Singles de David Guetta
Metropolis
(2012) LaserLight
(2012)
Singles par Chris Brown
Till I Die
(2012) Put It Down
(2012)
Singles par Lil Wayne
HYFR (Hell Ya Fucking Right)
(2012) My Homies Still
(2012)
I Can Only Imagine est une chanson de David Guetta en collaboration avec les artistes américains Chris Brown et Lil Wayne sortie le 4 mai 2012. 6e single extrait de son 5e album studio Nothing but the Beat. Avant sa sortie officielle, la chanson s'est faiblement classée dans plusieurs hit-parades : au Canada, en France, en Allemagne, aux Pays-Bas, au Royaume-Uni et aux États-Unis. La chanson a été écrite par Chris Brown, Lil Wayne, Jacob Luttrell, Nasri Atweh, David Guetta, Giorgio Tuinfort, Fred Rister et produite David Guetta, Fred Rister, Black Raw.

## Représentations
David Guetta, Chris Brown et Lil Wayne ont interprété la chanson durant la 54e cérémonie américaine des Grammy Awards le 12 février 2012.

## Formats et liste des pistes
- Téléchargement digital — live at the 54th Grammy Awards[3]

1. I Can Only Imagine (Performed live at the 54th Annual Grammy Awards) – 3:09

- Téléchargement digital — remixes[4]

1. I Can Only Imagine (David Guetta et Daddy's Groove Remix) – 5:50
2. I Can Only Imagine (R3hab Remix) – 4:43
3. I Can Only Imagine (Extended Mix) – 5:31

## Classement par pays
| Classement (2011-2012)          | Meilleure position |
| ------------------------------- | ------------------ |
| Allemagne (Media Control AG)    | 32                 |
| Australie (ARIA)                | 47                 |
| Autriche (Ö3 Austria Top 40)    | 17                 |
| Belgique (Flandre Ultratip 100) | 7                  |
| Belgique (Wallonie Ultratip 50) | 1                  |
| Estonie (European Hit Radio)    | 1                  |
| États-Unis (Hot 100)            | 44                 |
| États-Unis (Pop Airplay)        | 20                 |
| États-Unis (Dance Club Songs)   | 10                 |
| Canada (Hot 100)                | 35                 |
| France (SNEP)                   | 40                 |
| France (Club 40)                | 21                 |
| France (SNEP Airplay)           | 20                 |
| Hongrie (Single Top 40)         | 2                  |
| Irlande (IRMA)                  | 18                 |
| Nouvelle-Zélande (RMNZ)         | 28                 |
| Pays-Bas (Single Top 100)       | 98                 |
| Pologne (ZPAV)                  | 4                  |
| Roumanie (Romanian Top 100)     | 46                 |
| Royaume-Uni (UK Singles Chart)  | 18                 |
| Royaume-Uni (UK Dance Chart)    | 2                  |
| Suisse (Schweizer Hitparade)    | 15                 |

### Certifications
| Pays      | Organisme | Certification | Vente  |
| --------- | --------- | ------------- | ------ |
| Australie | ARIA      | Or            | 35 000 |

## Historique de sortie
| Pays             | Date            | Format                                                   |
| ---------------- | --------------- | -------------------------------------------------------- |
| États-Unis       | 13 février 2012 | Téléchargement digital — live at the 54th Grammy Awards  |
| Monde            | 23 avril 2012   | Téléchargement de musique — remixes (Beatport exclusive) |
| Australie        | 4 mai 2012      | Téléchargement digital — remixes                         |
| Autriche         | 4 mai 2012      | Téléchargement digital — remixes                         |
| Belgique         | 4 mai 2012      | Téléchargement digital — remixes                         |
| Finlande         | 4 mai 2012      | Téléchargement digital — remixes                         |
| Allemagne        | 4 mai 2012      | Téléchargement digital — remixes                         |
| Italie           | 4 mai 2012      | Téléchargement digital — remixes                         |
| Japon            | 4 mai 2012      | Téléchargement digital — remixes                         |
| Pays-Bas         | 4 mai 2012      | Téléchargement digital — remixes                         |
| Nouvelle-Zélande | 4 mai 2012      | Téléchargement digital — remixes                         |
| Norvège          | 4 mai 2012      | Téléchargement digital — remixes                         |
| Suisse           | 4 mai 2012      | Téléchargement digital — remixes                         |
| Royaume-Uni      | 9 juillet 2012  | Radio impact                                             |